# 心硯
金庸武俠小說《書劍恩仇錄》中角色之一。

## 生平
原為陳家洛的書僮，自幼隨主赴回疆習武，年紀雖輕，武藝也甚高強。後入紅花會，在群雄於回部遭清兵圍困時破格升為十五當家。

## 性格
心硯一副忠肝義膽，對陳家洛忠心耿耿，曾為求霍青桐相救陳家洛等紅花會群雄而下跪，並流下男兒淚。誓與陳家洛共生死。

## 影视形象
- 楊志恆：1976香港无线电视《書劍恩仇錄》
- 張衛健：1987香港无线电视《書劍恩仇錄》
- 謝君良：1992台灣華视《書劍恩仇錄》
- 梁思浩：1999香港无线电视《雪山飛狐》
- 馮鵬飛：2002台灣中视《書劍恩仇錄》